# Transport kolejowy na Łotwie
Transport kolejowy na Łotwie – system transportu kolejowego działający na terenie Łotwy.
Na Łotwie istnieje 2216 km linii kolejowych z czego 257 km jest zelektryfikowanych. Linie mają szeroki (rosyjski) rozstaw szyn – 1520 mm. Państwowy przewoźnik to Latvijas dzelzceļš.

Mapa łotewskiej sieci kolejowej

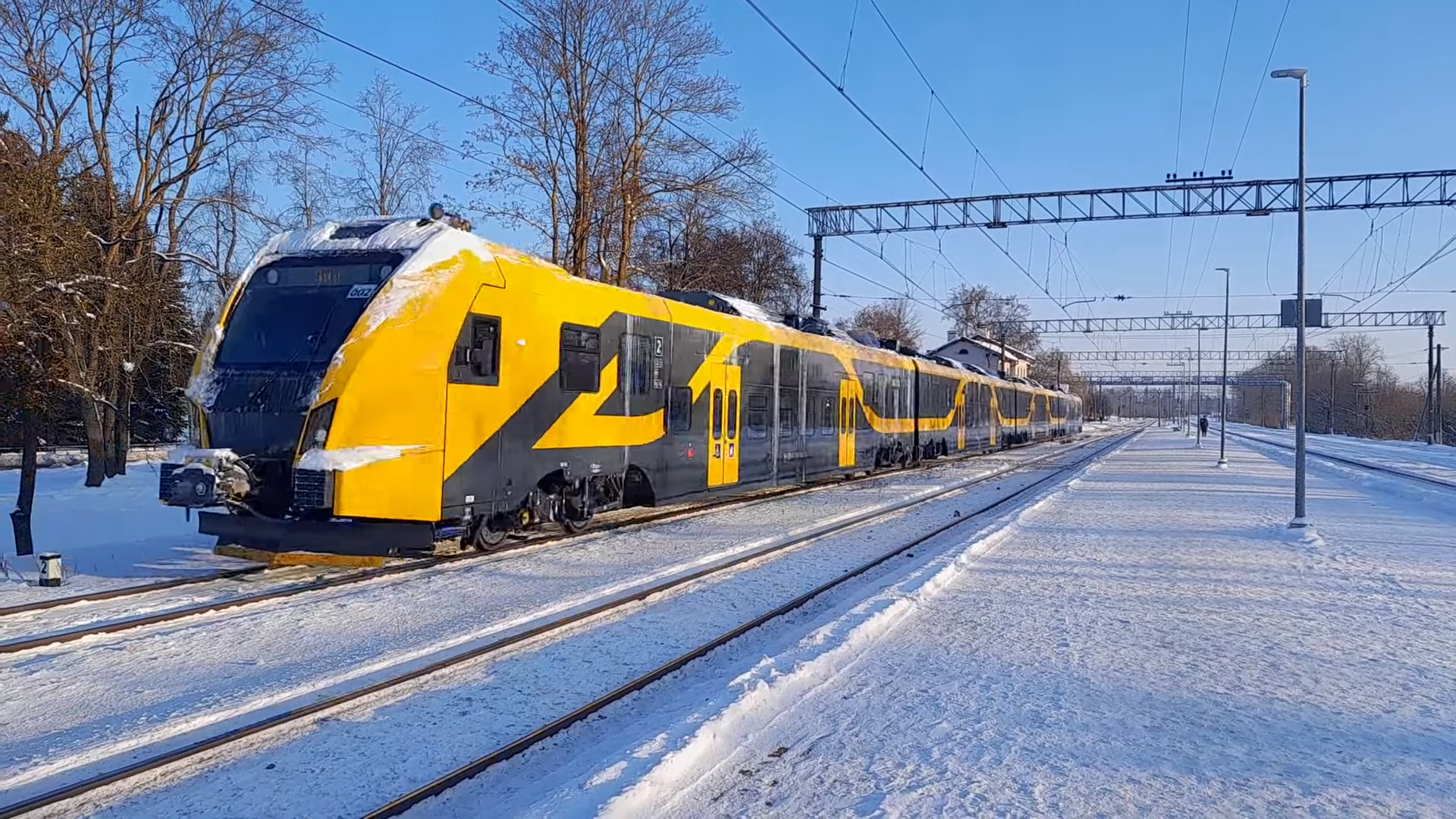
Elektryczny zespół trakcyjny Škoda 16Ev

## Historia[2]
Pierwszą linię kolejową na Łotwie, będącej wówczas częścią Imperium Rosyjskiego, otwarto w 1860 roku – był to odcinek Ritupe – Dyneburg Kolei Warszawsko-Petersburskiej. 12 września 1861 roku wybudowano odgałęzienie z Dyneburga do głównego ośrodka gospodarczego regionu – Rygi (218 km), finansowane z kapitału prywatnego, w tym angielskiego.
W 1871 roku w ramach Kolei Libawsko-Romeńskiej połączono port w Lipawie z siecią kolei na Litwie i dalej w głąb Rosji. W latach 1901–1903 natomiast powstała prywatna kolej łącząca port w Windawie z Moskwą. Pod koniec XIX wieku podjęto także budowę lokalnych kolei wąskotorowych, o mniejszych kosztach budowy, szerokości 750 mm i 1000 mm (Lipawa – Aizpute).
Podczas I wojny światowej, gdy teren Łotwy był pod okupacją niemiecką, wybudowano wiele kolejek polowych o rozstawie szyn 600 mm. Na zajętym obszarze przekuto sieć kolejową z rozstawu rosyjskiego 1524 mm na standardowy 1435 mm.
Po powstaniu niepodległej Republiki Łotewskiej, 5 sierpnia 1919 roku powołano Łotewskie Koleje Państwowe (Latvijas Valsts Dzelzsceli). W spadku po zaborcach Łotwa odziedziczyła sieć kolejową o pięciu szerokościach toru: 1435 mm (960 km), 1524 mm (833 km), 1000 mm (49 km), 750 mm (286 km) i 600 mm (688 km).
W ramach unifikacji zdecydowano się na przekucie linii kolejowych na szerokotorowe, czego nie doprowadzono jednak do końca. W 1928 r. Łotewskie Koleje Państwowe miały 1648 km linii szerokotorowych i 305 km linii normalnotorowych.
Po aneksji Łotwy przez ZSRR w 1940 roku i likwidacji jej państwowości, koleje państw bałtyckich zostały włączone do kolei radzieckich jako Przybałtycka Droga Żelazna i ich szerokość po 1945 roku ujednolicono na 1524 mm. Dyrekcja Przybałtycka kolei istniała w latach 1953–56 i 1963–92. W lipcu 1950 roku oddano do eksploatacji pierwszy zelektryfikowany odcinek Ryga – Dybulty, a następnie dalsze krótkie odcinki w okolicach Rygi dla ruchu pasażerskiego. Poza tym, od lat 50. wprowadzono trakcję spalinową, która wyparła parowozy.
W latach powojennych przekuto ponad 300 km toru wąskiego na tor szeroki, a pozostałe wąskotorówki począwszy od lat 60. likwidowano. Pozostał jedynie odcinek kolei wąskotorowej o długości 33 km Gulbene – Alūksne, zachowany jako historyczny. Od 1956 roku do lat 90. funkcjonowała też wąskotorowa kolej pionierska w Rydze.
Po odzyskaniu niepodległości został utworzony państwowy przewoźnik: LVD – Latvijas dzelzceļš.

## Infrastruktura
Na liniach zelektryfikowanych obowiązuje napięcie 3000 V (3 kV).

## Inwestycje
W planach jest budowa linii Rail Baltica.